# Ikawa
Ikawa (jap. 井川町 Ikawa-machi) – miasto w północnej Japonii, na wyspie Honsiu, w prefekturze Akita, w powiecie Minamiakita. Ma powierzchnię 47,95 km². W 2020 r. mieszkało w nim 4 566 osób, w 1 523 gospodarstwach domowych  (w 2010 r. 5 493 osoby, w 1 599 gospodarstwach domowych) .

## Geografia
Miasteczko położone jest w środkowo-zachodniej części prefektury nad zbiornikiem Hachirō-gata i u podnóży wzgórz Dewa, gdzie zajmuje powierzchnię 47,95 km².
Przez Ikawę przebiegają: linia kolejowa Ōu-honsen z jedną stacją Ikawa-Sakura, autostrada Akita Jidōsha-dō oraz drogi krajowe 7 i 285.

Ikawa w prefekturze Akita

## Demografia
| 1995  | 2000  | 2005  | 2010  | 2015  | 2020  |
| ----- | ----- | ----- | ----- | ----- | ----- |
| 6 208 | 6 116 | 5 847 | 5 493 | 4 986 | 4 566 |